# TIN PAN ALLEY 2
『TIN PAN ALLEY 2』（ティン・パン・アレイ2）は、1977年9月5日に発売されたティン・パン・アレー通算2作目のスタジオ・アルバム。

## 概要
- クラウン在籍時にリリースされた、ティン・パン・アレー名義でのオリジナル・アルバム最終作。ティン・パン・アレーの関連楽曲やフォーク歌謡をカヴァーしたインストゥルメンタル・アルバム。

## 収録曲

### SIDE A
1. 明日あたりはきっと春
作曲・編曲：鈴木茂
2. 薔薇と野獣
作曲：細野晴臣 編曲：細野晴臣・甲斐正人
3. 野生の馬
作曲：岩沢二弓 編曲：松任谷正隆
4. ろっかばいまいべいびい
作詞・作曲：細野晴臣 編曲：林立夫・甲斐正人
5. 心もよう
作曲：井上陽水 編曲：鈴木茂

### SIDE B
1. 航海日誌
作曲：荒井由実 編曲：細野晴臣・甲斐正人
2. ポケットいっぱいの秘密
作詞：松本隆 作曲：穂口雄右 編曲：林立夫
3. 結婚しようよ
作曲：吉田拓郎 編曲：松任谷正隆
4. 妹
作曲：南こうせつ 編曲：松任谷正隆

## クレジット

### 明日あたりはきっと春
- Drums, Percussion : 林立夫
- E.Bass : 細野晴臣
- E.Guitar : 鈴木茂
- A.Pf : 松任谷正隆
- Percussion : 斉藤ノブ
- Soprano Saxophone : 薩摩光二

### 薔薇と野獣
- Drums, Percussion : 林立夫
- E.Bass, YAMAHA Polyphonic Synthesizer CS-60 : 細野晴臣
- E.Guitar, Talking Modulater : 鈴木茂
- E.Pf : 松任谷正隆
- Soprano Saxophone : 薩摩光二
- Percussion : 斉藤ノブ

### 野生の馬
- Drums : 林立夫
- E.Bass : 細野晴臣
- E.Guitar, A.Guitar : 鈴木茂
- E.Pf, A.Pf : 松任谷正隆
- Flugelhorn : 羽鳥光次

### ろっかばいまいべいびい
- Drums : 林立夫
- E.Bass : 細野晴臣
- A.Guitar : 鈴木茂
- E.Pf : 松任谷正隆
- Percussion : 斉藤ノブ
- Vocal, Background Vocal : 岩沢幸矢
- Background Vocal : Manna、岩沢二弓

### 心もよう
- Drums : 林立夫
- E.Bass : 細野晴臣
- E.Guitar, Talking Modulater : 鈴木茂
- Clavinet : 松任谷正隆

### 航海日誌
- Drums, Percussion : 林立夫
- E.Bass, Marimba, Gut Guitar : 細野晴臣
- Gut Guitar : 鈴木茂
- A.Pf, Accordion : 松任谷正隆
- Percussion : 斉藤ノブ

### ポケットいっぱいの秘密
- Drums, Percussion : 林立夫
- E.Bass : 細野晴臣
- E.Guitar : 鈴木茂
- A.Pf, Hammond B-3, R.M.I.EPf : 松任谷正隆
- Vocal : Manna
- Background Vocal : 岩沢幸矢、岩沢二弓

### 結婚しようよ
- Drums : 林立夫
- E.Bass : 細野晴臣
- E.Guitar : 鈴木茂、伊藤銀次
- A.Pf, Talking Modulater, Mini-Moog, Hammond B-3 : 松任谷正隆
- Background Vocal : Singers Three

### 妹
- Drums : 林立夫
- E.Bass : 細野晴臣
- E.Guitar : 鈴木茂
- E.Pf, Hammond B-3 : 松任谷正隆
- Alto Saxophone : 淵野茂
- Background Vocal : Singers Three

## スタッフ
- Produced : Tin Pan Alley
- Directed : 国吉征之
- Mix＆Re-Mixed : 田中信一
- Engineer : Kurosawa Masato
- Recorded at : Sound City, Studio A, クラウンスタジオ
- Mixed : Sunrise Studio,クラウンスタジオ
- Recording Managed : 栗田善弘、蔵本治、長門芳郎
- Art Direction&Jacket Design : 奥村靫正&Associates
- Photography : 内田巧